# Mirosław (Kiwity)
Mirosław (deutsch Mengen) war ein Ort in der polnischen Woiwodschaft Ermland-Masuren. Seine Ortsstelle gehört zum Gebiet der Gmina Kiwity (Landgemeinde Kiwitten) im Powiat Lidzbarski (Kreis Heilsberg).

## Geographische Lage
Die Ortsstelle von Mirosław liegt am Flüsschen Pisa (deutsch Pissa, auch: Dost) in der nördlichen Mitte der Woiwodschaft Ermland-Masuren, 15 Kilometer östlich der Kreisstadt Lidzbark Warmiński (deutsch Heilsberg) im Powiat Lidzbarski (Kreis Heilsberg).

## Geschichte
Der kleine Gutsort Mengen wurde als Gutsbezirk im Jahre 1874 in den neu gebildeten Amtsbezirk Wuslack (polnisch Wozławki) im ostpreußischen Kreis Heilsberg aufgenommen. In den ersten 18 Jahren seines Bestehens stellte Mengen den Amtsvorsteher. Im Jahre 1910 zählte das Dorf 57 Einwohner.
Am 30. September 1928 verlor der Gutsbezirk Mengen seine Eigenständigkeit. Er wurde in den Nachbarort Thegsten (polnisch Rokitnik) eingemeindet.
Als 1945 das gesamte südliche Ostpreußen in Kriegsfolge an Polen abgetreten wurde, erhielt Mengen die polnische Namensform „Mirosław“. Doch fand der Ort keine Bedeutung mehr, sein Name bezeichnet nur noch die einstige Ortsstelle. Sie liegt im Bereich der Gmina Kiwity (Landgemeinde Kiwitten) im Powiat Lidzbarski (Kreis Heilsberg).

## Kirche
Bis 1945 war Mengen in die evangelische Kirche Bischofstein (polnisch Bisztynek) in der Kirchenprovinz Ostpreußen der Kirche der Altpreußischen Union eingepfarrt. Katholischerseits gehört Mengen zur Pfarrei in Kiwitten (polnisch Kiwity).

## Verkehr
Die Ortsstelle Mirosław ist von Kiwity aus auf direktem Wege zu erreichen.